# ایسربیس
ایسربیس (انگلیسی: Acerbis) شرکت تجهیزات ورزشی ایتالیایی است، که در سال ۱۹۷۳ تأسیس شد.